# 岡村卓弥
岡村 卓弥（おかむら たくや、1993年1月15日 - ）は、地方競馬の高知競馬場雑賀正光厩舎所属の騎手である。勝負服の柄は橙、袖左腕緑一本輪。高知県出身。地方競馬教養センター騎手課程第88期生。

## 来歴
2010年3月31日付けで地方競馬騎手免許を取得。同年4月3日第1回高知競馬1日目第5競走C3-3組条件戦マイネルダッフルで初騎乗（6頭立て3番人気5着）。同年5月9日第3回高知競馬3日目第7競走C3-6組条件戦をトウケイビクトリーで優勝（8頭立て1番人気）し、34戦目で初勝利。
2011年7月1日から同年9月30日まで福山競馬で期間限定騎乗を行うと発表された。福山競馬での所属は高本敏明厩舎。
2014年10月1日から同年12月25日までは金沢競馬の黒木豊厩舎に所属し期間限定騎乗を行った。
2015年黒潮スプリンターズカップをマウンテンダイヤに騎乗し優勝、重賞初制覇となった。
2021年3月31日、高知第4Rをユピテルルークスで勝ち、地方通算500勝を達成した。
地方通算成績は2578戦132勝・2着182回・3着235回・勝率5.1%・連対率12.2%（2014年12月25日現在）

## 主な騎乗馬
- マウンテンダイヤ（2015年黒潮スプリンターズカップ、二十四万石賞、2016年御厨人窟賞）
- ペイシャクィーン（2015年黒潮菊花賞）
- ブラックマンバ（2020年金の鞍賞）
- エイシンヴァラー